# Ruvina
Ruvina is een plaats (freguesia) in de Portugese gemeente Sabugal en telt 150 inwoners (2001).